# Profener Elstermühlgraben
Der Profener Elstermühlgraben ist ein künstlicher Nebenarm der Weißen Elster und hat eine Länge von 18,2 Kilometern. Er ist das obere Teilstück eines ehemaligen, etwa 29 Kilometer langen Mühlgrabens, der durch den Tagebau Zwenkau unterbrochen wurde. Das untere Teilstück ist der Knauthainer Elstermühlgraben. Wasserrechtlich ist der Profener Elstermühlgraben ein Gewässer I. Ordnung.

## Verlauf
Der Profener Elstermühlgraben zweigt in Sachsen-Anhalt zwischen Profen und Löbnitz-Bennewitz, einem Ortsteil von Groitzsch, als Mühlgraben Profen linksseitig von der Weißen Elster ab. Er fließt stark gewunden und meist von Baumbestand begleitet in nördlicher Richtung durch die Elsteraue. Zuerst passiert er Lützkewitz und Beersdorf, zwei Ortsteile von Profen, und erreicht anschließend Sachsen mit Namenswechsel zu Profener Mühlgraben. Hier entstand östlich der Bundesstraße 2 im Jahr 2015 ein Wehr, das dem Hochwasserschutz der westlich der Bundesstraße liegenden Siedlungsgebiete dient.

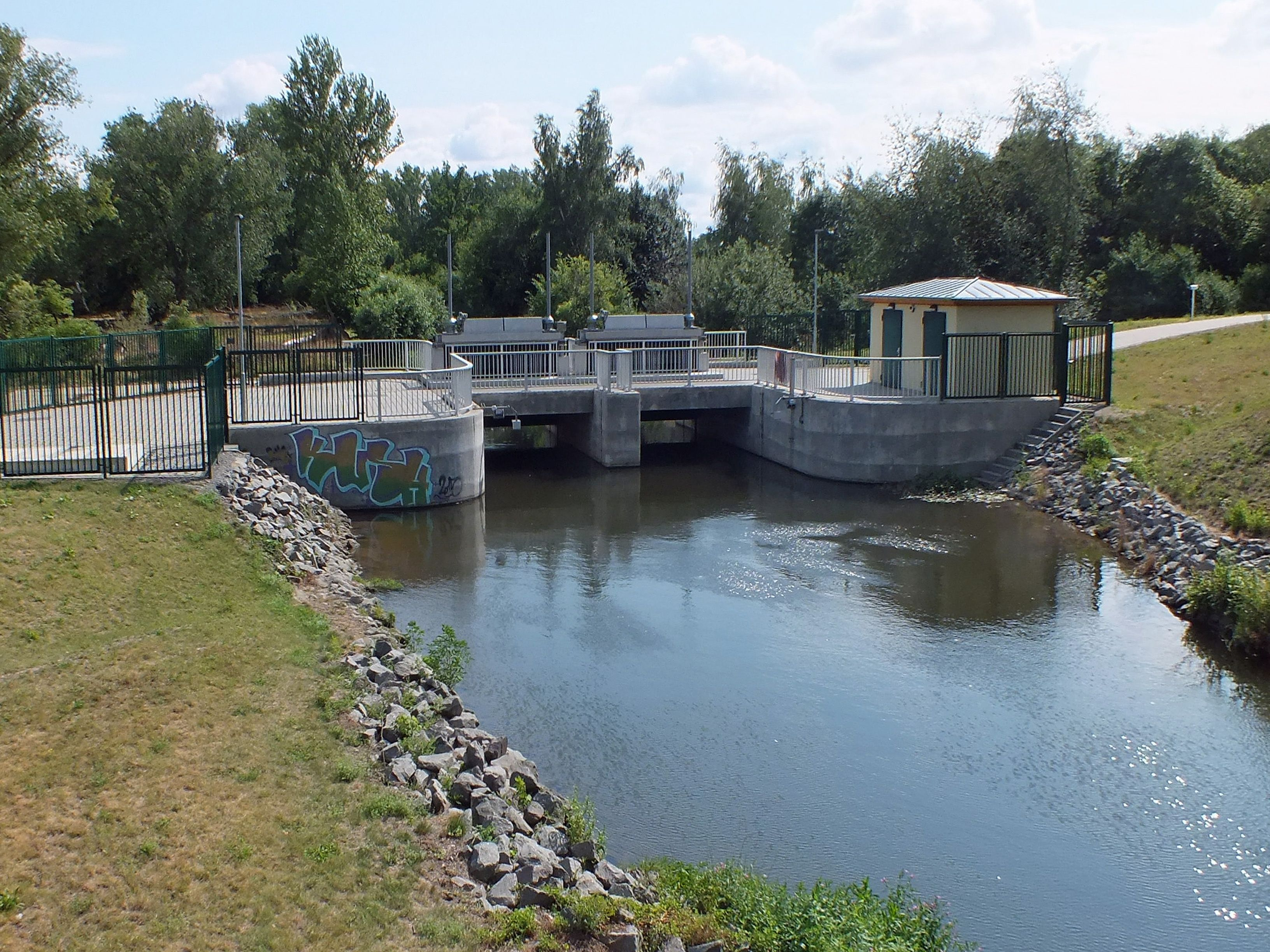
Hochwasserwehr bei Elstertrebnitz

Das sind insbesondere die Ortsteile von Elstertrebnitz. Im ersten, Oderwitz, passiert er die erste jener acht Mühlen, die auf der topographischen Karte von Sachsen von 1880 an seinem historischen Verlauf bezeichnet sind. Diese erste ist die Eisenmühle, in der nach vorheriger konventioneller Nutzung von 1915 bis 1993 Eisenpulver hergestellt wurde und die heute noch als Museum betrieben wird.
In Pegau, das einst zwei Mühlen besaß, ist der Mühlgraben in Mauern gefasst. Im Nebenschluss führt der Schnellgraben östlich an der Stadt vorbei. Nördlich von Profen verbindet der Kleine Floßgraben den Elsterfloßgraben mit dem Profener Elstermühlgraben. Nach dem Passieren von Großstorkwitz und Tellschütz, wo der Werbener Ableiter mündet, fließt der Profener Elstermühlgraben bei Kleindalzig in die Weiße Elster.
Vor seiner Unterbrechung floss der ursprüngliche Mühlgraben weiter durch die inzwischen abgebaggerten Ortschaften Eythra und Bösdorf, um schließlich in Leipzig-Großzschocher in die Weiße Elster zu münden. Heute wird vor der Gefällestufe Hartmannsdorf Wasser aus der Weißen Elster abgezweigt, das dann als Knauthainer Elstermühlgraben im alten Bett fließt.

## Geschichte
Der historische Mühlgraben wurde im 12. Jahrhundert durch die Mönche des Klosters Pegau und auf Veranlassung des Wiprecht von Groitzsch angelegt. Sein Hauptzweck war der Betrieb der Mühlen von Elstertrebnitz bis Großzschocher, welche teilweise noch bis ins 20. Jahrhundert genutzt wurden.
Im Zuge des Braunkohleabbaus wurde die Weiße Elster zwischen 1972 und 1977 in ihr heutiges betoniertes Bett zwischen Zwenkau und Leipzig verlegt und damit auch der Mühlgraben bei Kleindalzig in diese eingebunden bzw. bei Hartmannsdorf aus dieser wieder abgezweigt. Sein dazwischen liegendes, trocken gefallenes Bett mit einer Länge von etwa fünf Kilometern wurde ab 1984 durch die Abraumbagger devastiert. Südlich des ehemaligen Eythra ist heute noch der Mühlgraben zwischen Betonelster und Zwenkauer See erhalten, führt aber wegen des abgesenkten Grundwasserspiegels kein Wasser mehr.